# Salvatore Naldi
Salvatore Naldi (Napoli, 26 luglio 1954) è un imprenditore e dirigente sportivo italiano.

## Biografia
Nato a Napoli nel 1954 da illustre famiglia cittadina di costruttori, è il terzo di quattro figli di Giovanni e Adele Fernandes. Il nonno materno, l'ingegner Roberto Fernandes, è stato uno dei maggiori costruttori della Napoli del dopoguerra, e grosso imprenditore alberghiero.
Laureato in giurisprudenza all'Università Federico II di Napoli, negli anni ottanta affianca i genitori nella gestione delle attività alberghiere di famiglia. Naldi è a capo di un gruppo attivo nel settore alberghiero e della ristorazione avviato dal nonno materno nel 1951, che dal 2004 porta il nome di Salvatore Naldi Group Srl, nota anche con l'acronimo SNG. La SNG con sede a Napoli, controlla tre alberghi di lusso a Roma (con l'insegna Marriott), a Napoli e Capri, impiega 171 dipendenti e annualmente realizza un fatturato di circa 26 milioni di euro.
Naldi è stato presidente di Federalberghi Napoli dal 2009 al 2018.
Sposatosi due volte, è padre di quattro figli.

### Calcio
Nel dicembre 2001, Naldi rileva il 10% quote della Società Sportiva Calcio Napoli, di cui sono comproprietari Giorgio Corbelli e Corrado Ferlaino. Due mesi più tardi, nel febbraio 2002, rileva le quote del club calcistico partenopeo possedute da Ferlaino, e a maggio, l'intero capitale azionario, divenendone così il presidente.
Il Napoli sotto la presidenza di Naldi conduce due mediocri campionati in Serie B nelle stagioni 2002-03 e 2003-04. Nel giugno 2004, a seguito della mancata ricapitalizzazione e del mancato ingresso di nuovi soci nella società azzurra, che ha un monte debiti di 70 milioni di euro, rassegna le proprie dimissioni da presidente. A questa situazione di crisi fa seguito il fallimento dello storico club fondato nel 1926 e la perdita del titolo sportivo.